# Софија Ристић
Софија Ристић (рођ. Ћатић; Маслошево, код Крагујевца, 15. новембар 1902 — Манојловци, код Тополе, 18. март 1944) била је земљорадница, активисткиња Народноослободилачког покрета и народни херој Југославије.

## Биографија
Рођена је 15. новембра 1902. године у селу Маслошево, код Крагујевца. Потиче из сиромашне сељачке породице. Године 1922, се удала за Радојицу Ристића у село Манојловци, код Тополе. Никада се није бавила политиком, нити је припадала политичким покретима и организацијама. Заједно са својим мужем, са којим је имала петоро деце, бавила се земљорадњом и бринула око имања. Њен муж је био имућнији сељак, и средином тридесетих година, се определио као опозиционар и иступао је политичким скуповима на којима се залагао за бољи положај сељака, због чега је бивао хапшен.
После окупације Краљевине Југославије, 1941. године, њен муж Радојица (рођен 1902. године) се придружио Народноослободилачком покрету и отишао у партизане (погинуо је децембра 1943. године у борби са четницима). Софија је остала код куће, с децом и бринула око имања. Касније се и сама придружила Народноослободилачком покрету - у њену кућу почели су почели да свраћају партизански борци и курири. Од новембра 1942. године у њеној кући се налазио Штаб Првог шумадијског партизанског одреда „Милан Благојевић“, а поред бораца и курира почели су да долазе и партијски руководиоци.
Пошто су партизани имали велико поверење у Софију, у дворишту њене куће су направљене две земунице - једна се налазила недалеко од куће, а друга у шљивику, у које су служиле за смештај рањеника. Софија се бринула о исхрани и делимично о лечењу рањеника. Поред овога, она је обављала и курирску делатност за партозане - одржавала је везу са Окружним комитетом Комунистичке партије Југославије (КПЈ) у Чачку и са Штабом Таковског батаљона Чачанског партизанског одреда.
Непријатељ је сумњао у Софију, због чега је три пута била хапшена, али је сваки пут због недостатка доказа пуштана кући. Иако је знала да окупатор сумња у њу, она се није поколебала и наставила је сарадњу са Народноослободилачким покретом. Пошто су четници у овом периоду Народноослободилачког рата, на територији Шумадије били у знатној предности у односу на партизане, они су се свим силама трудили да сузбију Народноослободилачки покрет, а све оне који сарађују с њим оштро казне. Након што су марта 1944. године, заробили једног партизана, који је услед великог мучења одао да се у кући Софије Ристић налази партизанска земуница, она је од стране Преког суда Качаревске четничке бригаде била осуђена на смрт.
Иако је сазнала да су је четници осудили на смрт, није желела да бежи од куће. На сам дан погибије, 18. марта 1944. године, рањеним партизанима, који су се налазили у земуницама, рекла је да се не боје, јер их она неће одати. Када су четници дошли у њено двориште, захтевали су од ње да им покаже где се налазе земунице са рањеним партизанима и да каже ко још из села сарађује са партизанима. Софија је све порицала, а пошто ни након страховитог мучења, наочиглед њене деце, ништа није желела да открије четници су је заклали.
Указом председника ФНР Југославије Јосипа Броза Тита 9. октобра 1953. проглашена је за народног хероја.
Постоји Кућа народног хероја Софије Ристић.